# Philhygra bracata
Philhygra bracata är en skalbaggsart som först beskrevs av Thomas Casey 1910.  Philhygra bracata ingår i släktet Philhygra och familjen kortvingar. Inga underarter finns listade i Catalogue of Life.